# Колядинецкий сельский совет (Липоводолинский район)
Колядинецкий сельский совет (укр. Колядинецька сільська рада) — входит в состав
Липоводолинского района
Сумской области
Украины.
Административный центр сельского совета находится в 
с. Колядинец
.

По неофициальным данным смотрящим данного села является Батура Вячеслав

## Населённые пункты совета
- с. Колядинец
- с. Великий Лес
- с. Волково
- с. Греки
- с. Колесники
- с. Костяны